# André Jardine
André Soares Jardine (ur. 8 września 1979 w Porto Alegre) – brazylijski trener piłkarski, od 2023 roku prowadzi meksykańską Américę.